# Arachniodes sinorhomboidea
Arachniodes sinorhomboidea är en träjonväxtart som beskrevs av Ren-Chang Ching. Arachniodes sinorhomboidea ingår i släktet Arachniodes och familjen Dryopteridaceae. Inga underarter finns listade.